# Национальный олимпийский комитет Замбии
Национальный олимпийский комитет Замбии (англ. National Olympic Committee of Zambia) — организация, представляющая Замбию в международном олимпийском движении. Основан и зарегистрирован в МОК в 1964 году.
Штаб-квартира расположена в Лусаке. Является членом Международного олимпийского комитета, Ассоциации национальных олимпийских комитетов Африки и других международных спортивных организаций. Осуществляет деятельность по развитию спорта в Замбии.